# Jararaca-verde
A jararaca-verde (nome científico: Bothrops bilineatus) é uma serpente altamente venenosa da família dos viperídeos (viperidae) encontrada na região amazônica da América do Sul. Duas subespécies são atualmente reconhecidas, incluindo a subespécie nominal descrita aqui. Arborícola, possui colocação verde-clara e pode atingir um metro (3,3 pés) de comprimento. É uma importante causa de acidentes ofídicos em toda a região amazônica.

## Descrição
Os adultos de jararaca-verde geralmente não crescem mais de 70 centímetros (28 polegadas) de comprimento, embora alguns possam atingir 100 centímetros (39 polegadas). O tamanho máximo relatado é 123 centímetros (48 polegadas). O corpo é relativamente delgado, com uma cauda preênsil. A escamação inclui 23–35 escamas dorsais no meio do corpo, 190–218/192–220 escamas ventrais em machos / fêmeas e 65–76/55–73 escamas subcaudais principalmente divididas em machos / fêmeas. Na cabeça estão 5–9 escamas interorbitais enquiladas, 8–12 escamas sublabiais e 7–9 escamas supralabiais. Destes últimos, o segundo geralmente é fundido com o pré-lacunal para formar um lacunolabial, embora suturas parciais ou completas possam existir para separar essas escamas.
O padrão de cor consiste em uma cor de fundo verde pálida sobreposta dorsalmente com uma saliência de manchas pretas ou uma série de manchas marrons ou marrons avermelhadas que geralmente são emparelhadas. Os ventrais são delimitados por uma linha amarela cremosa que percorre o comprimento do corpo, enquanto a própria barriga é amarela e delimitada com um tom de verde. A última parte da cauda é rosa e com bordas amarelas. A cabeça é verde com uma dispersão de pequenas manchas pretas, ou verde com manchas isoladas de castanho ou marrom avermelhado que são delimitadas em preto. A íris é verde pálida, enquanto os labiais são verde-amarelados, geralmente com manchas pretas. A subespécie nominal, B. b. bilineata, tem listras verticais escuras nas escamas supralabiais e um padrão dorsal de manchas marrom-avermelhadas com manchas pretas.

## Distribuição e habitat
A jararaca-verde é encontrada na região amazônica da América do Sul: Colômbia, Venezuela, Guiana, Suriname, Guiana Francesa, Brasil, Equador, Peru e Bolívia. Uma população isolada é conhecida da vertente atlântica do sudeste do Brasil. A localidade tipo fornecida é "Brasilien". É encontrada na floresta tropical de planície, em arbustos, palmeiras e árvores, e em qualquer lugar próximo à água. É quase sempre encontrado em arbustos e árvores ao longo de riachos ou ao longo das bordas de clareiras florestais, principalmente associado à floresta primária, embora também tenha sido encontrado em florestas secundárias mais antigas próximas à floresta primária.

## Comportamento
Noturna, esta espécie passa o dia escondida em folhagens espessas, ocos de árvores ou na base de folhas de palmeiras, permanecendo sempre em locais onde possa se ancorar com sua cauda preênsil. Tende a depender de emboscadas em vez de caçar ativamente por presas. Sua dieta consiste em pequenos mamíferos, como gambás (Marmosa), camundongos, pássaros, lagartos e sapos. Os juvenis tendem a permanecer mais próximos do solo para se alimentar de pequenos sapos e lagartos. É ovovivípara, com fêmeas dando à luz filhotes vivos.

## Veneno
Esta espécie é uma importante causa de acidentes ofídicos em toda a região amazônica. Devido à sua natureza arbórea, a maioria das mordidas ocorre na parte superior do corpo, incluindo mãos, braços e rostos. As características clínicas das feridas por mordida incluem hematomas, coagulopatia profunda e sangramento espontâneo. Os sintomas relatados de vários casos clínicos incluem dor local, inchaço, hematomas, sangramento das gengivas, perda de consciência, hematêmese, hematúria, febre, eritema, sangramento das perfurações das presas, choque, sangramento da boca, nariz e olhos, náusea, e sangue incoagulável. Pelo menos uma morte foi relatada.

## Subespécies
| Subespécies       | Autor do táxon     | Nome comum         | Distribuição geográfica |
| ----------------- | ------------------ | ------------------ | --- |
| B. b. bilineatus  | Wied-Neuwied, 1821 | víbora-da-amazônia | América do Sul nas florestas tropicais equatoriais do sul da Colômbia, Venezuela, Guiana, Suriname, Guiana Francesa e Brasil, incluindo a Mata Atlântica |
| B. b. smaragdinus | Hoge, 1966         |                    | América do Sul nas regiões naturais amazônicas do sudoeste da Colômbia, sul da Venezuela, noroeste do Brasil, Equador, Peru e Bolívia                    |

Se essas subespécies forem eventualmente provadas como monofiléticas, isso sugerirá que a Floresta Amazônica se dividiu em partes leste e oeste antes da parte leste se separar da Mata Atlântica mais ao sul.

## Conservação
No Brasil, a jararaca-verde foi classificada, em 2005, como vulnerável na Lista de Espécies da Fauna Ameaçadas do Espírito Santo; em 2017, como vulnerável na Lista Oficial das Espécies da Fauna Ameaçadas de Extinção do Estado da Bahia; em 2018, como pouco preocupante na Lista Vermelha do Livro Vermelho da Fauna Brasileira Ameaçada de Extinção do Instituto Chico Mendes de Conservação da Biodiversidade (ICMBio) e possivelmente extinto na Lista das Espécies da Fauna Ameaçadas de Extinção no Estado do Rio de Janeiro. A União Internacional para a Conservação da Natureza, em sua Lista Vermelha, classificou a espécie como pouco preocupante, pois é assumido que sua população esteja estável, apesar da perda de habitat, e por ocorrer numa ampla distribuição geográfica.